# Fatezh
Fatezh (ruso: Фате́ж) es una ciudad rusa, capital del raión homónimo en la óblast de Kursk.
En 2021, la ciudad tenía una población de 4691 habitantes. En su territorio no hay pedanías.
Se ubica unos 50 km al noroeste de la capital regional Kursk, sobre la carretera E105 que lleva a Oriol. Al oeste de Fatezh sale una carretera que lleva a Dmítriyev. Junto con varias localidades rurales, Fatezh es el centro de una conurbación junto al paso del río Usozha, que alberga una población total de unos seis mil habitantes.

## Historia
Se conoce la existencia de la localidad en documentos desde 1641, pero originalmente aparecía denominada como "Fotizh" (Фотиж), y hasta el siglo XIX los vecinos lo pronunciaban coloquialmente "Jvatezh" (Хватеж), lo que ha llevado a los lingüistas a señalar que había un topónimo anterior llamado "Jotezh" (Хотежь) y que por tanto la localidad sería muy anterior a su presencia en documentos. En el siglo XVII, el zar Miguel I desarrolló las aldeas de la zona como una estructura defensiva contra las razias tártaras, poblándolas con militares, y Fotizh pasó a ser una fortaleza estratégica por su orografía junto al río Usozha y varios arroyos. En el siglo XVIII, la forteleza de Fotizh pasó a ser un pueblo (seló) dentro del uyezd de Kursk. Debido a la importancia que había adquirido, en 1779 Catalina II le dio el estatus de ciudad con su actual topónimo y fijó aquí la sede administrativa de un nuevo uyezd.